# 國家安全保障會議 (日本)
國家安全保障會議（日语：／ Kokka anzen hoshō kaigi */?）是日本行政機關之一，隸屬於內閣。依據國家安全保障會議設置法，本會議負責審議國家安全重要事項與處理重大緊急情況，類似於美國國家安全會議（NSC）。
主任大臣與議長由內閣總理大臣擔任。內閣總理大臣與部分國務大臣分別組成四大臣會議、九大臣會議、緊急大臣會議等三組會議。

## 概要
國家安全保障會議設於內閣，是審議國家安全保障重要事項的機關（國家安全保障會議設置法1條）、協助首相擬定決策與政治決定。國家安全保障會議的組織由會議與事務組織組成。
國家安全保障會議的中樞是首相、官房長官、外相、防衛相組成的「四大臣會議」。該會議每月舉行2次，決定安全相關政策與擬定對外政策基本方向。必要時舉行同前身安全保障會議相同組成的「九大臣會議」」，以多方面的觀點審議國防方針與重大緊急情況。與會者除了4大臣外還加入副總理、總務大臣、財務大臣、經產大臣、國交大臣、國家公安委員長。緊急事態發生時，總理、官房長官以及總理指定之大臣召開「緊急事態大臣會議」。此會議除大臣外，在總理大臣許可下還可加入統合幕僚長等相關人士。

### 諮詢事項
內閣總理大臣應就以下事項向國家安全保障會議諮詢。但若發生武力攻擊或生存危機、重要影響及重大緊急情況時，特別是緊急情況的應對處理，由國家安全保障會議向內閣總理大臣提出建議（同法2條）。
- 國防基本方針
- 防衛計畫大綱（日语：防衛計画の大綱）
- 防衛計畫相關產業的調整計畫大綱
- 武力攻擊事態等[註 1]或生存危機事態的對應方針
- 武力攻擊事態等或生存危機事態的對應重要事項
- 重要影響事態的對應重要事項
- 自衛隊法第3條第2項第2號的自衛隊活動重要事項
- 其他國防重要事項
- 國家安全保障相關外交政策及防衛政策基本方針與相關重要事項
- 其他國家安全保障相關外交政策及防衛政策基本方針與其政策之重要事項

## 組織

### 會議成員

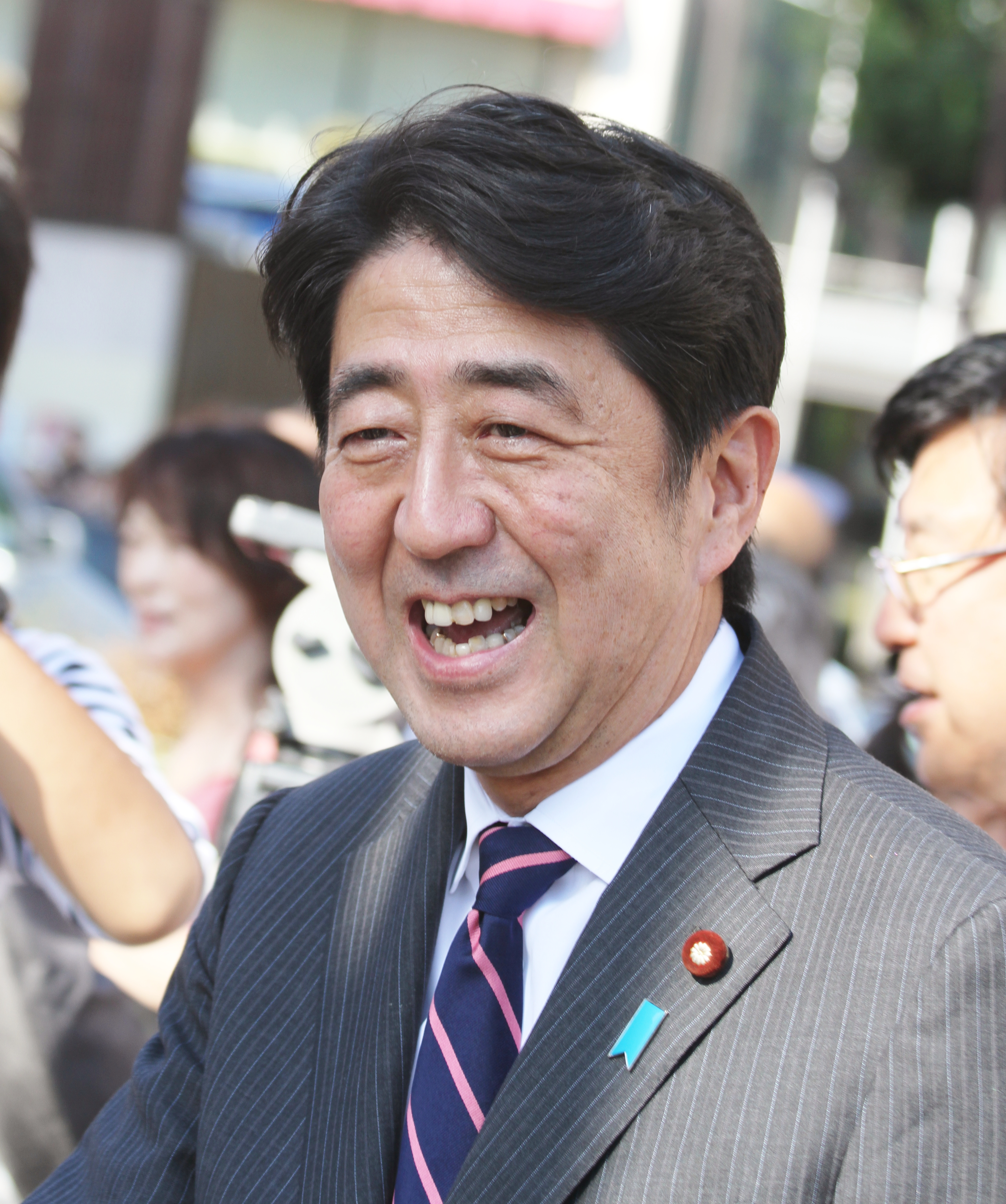
安倍晉三為首任國家安全保障會議議長兼時任日本首相

家安全保障會議新設四大臣會議與緊急事態大臣會議。九大臣會議則是延續前身的安全保障會議。依據國家安全保障會議設置法3條規定，會議由議長與議員組成。
- 議長：內閣總理大臣
  - 內閣總理大臣空缺時由內閣總理大臣臨時代理（日语：内閣総理大臣臨時代理）執行職務。
- 議員：內閣法第九條規定之第一順位指定大臣（副總理）、總務大臣、外務大臣、財務大臣、經濟產業大臣、國土交通大臣、防衛大臣、內閣官房長官、國家公安委員會委員長
  - 必要時，議長可要求其他國務大臣針對特定議案出席會議。另外，統合幕僚長等自衛隊相關人士也可出席會議表達意見。但由於屬於列席者，無法參與表決。
- 幹事：為議長、議員的協助者。由內閣任命相關行政機關職員擔任，非正職，人數在10人以內。

### 事態對處專門委員會
延續前身的安全保障會議，就調查和分析的結果提供建議。
- 委員長：內閣官房長官
- 委員：內閣官房長官任命之內閣官房與相關行政機關職員

內閣官房副長官（政務、事務）、內閣危機管理監、國家安全保障局長、國家安全保障局次長（（兼）內閣官房副長官補）、內閣情報官、內閣府政策統括官（防災、原子力防災）、警察廳警備局長、總務省綜合通信基盤局長、消防廳次長、法務省入國管理局長、外務省綜合外交政策局長、外務省北美局長、財務省大臣官房審議官、財務省關稅局長、文部科學省大臣官房長、厚生勞動省大臣官房審議官、農林水產省消費・安全局長、經濟產業省貿易經濟協力局長、資源能源廳次長、國土交通省大臣官房危機管理・運輸安全政策審議官、海上保安廳海上保安監、原子力規制廳次長、防衛省防衛政策局長、防衛省統合幕僚長、防衛省統合幕僚監部總括官

### 國家安全保障局

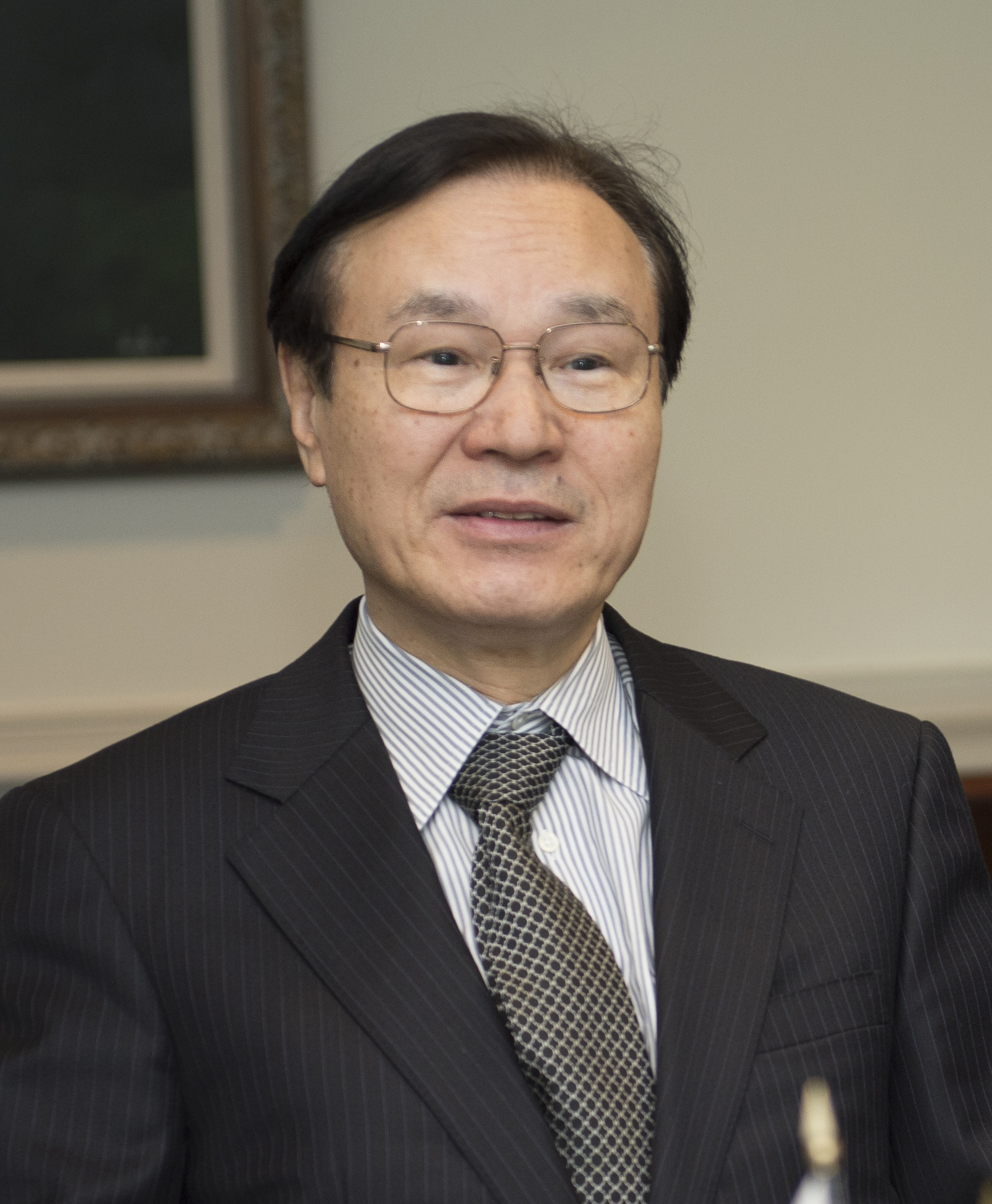
谷內正太郎為首任國家安全保障局長

國家安全保障局（日语：／）是隸屬於內閣官房，協助國家安全保障會議的事務局。國家安全保障局負責省廳間協調、緊急狀況的政策提議、中長期外交安保政策立案、向外務省、防衛省、警察廳、公安調查廳、經濟產業省、國土交通省、內閣情報調查室等各省廳與情報體系要求情報、各省廳都有義務向國家安全局報告。
國家安全保障局長常與內閣危機管理監合作。本職位由內閣應內閣總理大臣要求進行任免。
2014年（平成26年）1月7日，國家安全保障局以67名體制成立。初代局長是曾任外務事務次官、政府代表、內閣官房參事的谷內正太郎，同時兼任內閣特別顧問。局長下轄防衛省與外務省出身、由内閣官房副長官補兼任的2名局次長，以及同省出身的3名審議官。局內分為6班，包含負責綜合事務與國家安全保障會議事務的「總括・調整班」、負責美國、歐洲各國、ASEAN等的「政策第1班」、負責東北亞與俄羅斯的「政策第2班」、負責中東、非洲、中南美的「政策第3班」、負責防衛計畫大綱與國家安全保障戰略等中長期安全保障政策的「戰略企劃班」、負責機密情報相關省廳等政府內聯繫的「情報班」。由於與內閣情報調查室合作密切，通常情報班的班長多由警察廳出身的內閣情報調查室成員擔任。
初代局長谷內正太郎曾任外務事務次官，有助於國家安全保障局的外交與外務省一體化，以外務省的別動隊與一般公家機關難以接觸的對象進行聯繫。
國家安全保障局的所在地是東京都千代田區永田町2丁目4番12號（內閣府廳舍別館）。該大樓是1971年（昭和46年）建設的民間大樓，依照日本政府耐震基準是無法確保人命安全的「3類」，因此被認為是災害時危機管理的問題點之一。對此，日本政府決定將國家安全保障局移往新廳舍。新廳舍建設預定地是內閣官房與內閣府入駐的中央合同廳舍第8號館東側（東京都千代田區永田町1丁目4）。

#### 歷代国家安全保障局長
| 任數 | 肖像 | 姓名       | 在任期間                    | 前職                                     | 後職 | 備註             |
| ---- | ---- | ---------- | --------------------------- | ---------------------------------------- | ---- | ---------------- |
| 1    |      | 谷內正太郎 | 2014年1月7日－2019年9月13日 | 內閣官房參事（2014年1月6日卸任）         |      | 兼任內閣特別顧問 |
| 2    |      | 北村滋     | 2019年9月13日－2021年7月7日 | 内閣情報官（2019年9月11日卸任）          |      | 兼任内閣特別顧問 |
| 3    |      | 秋葉剛男   | 2021年7月7日－現任          | 外務省事務次官及顧問 (2021年7月6日卸任） |      |                  |

#### 首任事務局幹部[10]
- 局次長（內閣官房副長官補）
  - 兼原信克（日语：兼原信克）（外務省、1981年）國際法局長、日美安保條約課長
  - 高見澤將林（日语：髙見澤將林）（防衛省、1978年）防衛政策局長、防衛政策課長
- 審議官
  - 山崎和之（外務省、1983年）首相秘書官（麻生）、北美1課長
  - 武藤義哉（防衛省、1983年）官房審議官、國際企劃課長
  - 吉田圭秀（陸上自衛隊、1986年）陸上幕僚監部防衛部長、防衛課長
- 參事官（班長）
  - 總括・調整班（19人、增田和夫班長、防衛省）
  - 政策第1班（8人、鯰博行班長、外務省）
  - 政策第2班（8人、船越健祐班長、外務省）
  - 政策第3班（7人、伊藤茂樹班長、防衛省）
  - 戰略企劃（8人、赤堀正洋班長、防衛省）
  - 情報（11人、白井利明班長、警察廳）

#### 顧問會議
為了聽取專家意見，國家安全保障局長可邀請國安相關的各界專家擔任特別顧問、顧問，並舉行顧問會議。第1次會議在2014年6月18日舉行。會議成員由財經界人士出任的特別顧問，以及陸、海、空自衛隊將官與近代日本史、中國、中東、北韓、英國、東南亞學者出任的顧問組成，總計13名。
- 三村明夫（日语：三村明夫） - 新日鐵住金株式會社相談役名譽會長、日本商工會議所會頭（特別顧問）
- 折木良一（日语：折木良一） - 前統合幕僚長（特別顧問）
- 山內昌之（日语：山内昌之） - 明治大學特任教授、東京大學名譽教授（主席）
- 恒川惠市（日语：恒川惠市） - 政策研究大學院大學特別教授（主席代理）
- 池田德宏 - 富士通株式会社特機系統事業本部高級顧問（原海上自衛隊呉地方總監）
- 岡部俊哉 - 日本電氣株式会社顧問（原陸上幕僚長）
- 君塚直隆 - 關東學院大學国際文化学部教授
- 久保文明 - 東京大学法学部教授
- 小城真一 - 日本電氣株式会社顧問（原航空自衛隊航空支援集團司令官）
- 神保謙 - 慶應義塾大学綜合政策学部教授
- 田所昌幸 - 慶應義塾大学法学部教授
- 廣瀨陽子 - 慶應義塾大学綜合政策学部教授
- 道下德成 - 政策研究大学院大学教授

### 國家安全保障擔當總理補佐官
國家安全保障擔當總理補佐官由擔任總理幕僚的內閣總理大臣補佐官擔任。除了協助總理處理安全相關事務外，也可列席會議。

#### 歷代國家安全保障擔當總理補佐官
| 任數      | 姓名       | 在任期間                     | 前職                                                                   | 後職                                 | 備註                            |
| --------- | ---------- | ---------------------------- | ---------------------------------------------------------------------- | ------------------------------------ | ------------------------------- |
| 1         | 礒崎陽輔   | 2014年1月7日－2015年10月7日  | 內閣總理大臣補佐官（國家安全保障會議及選舉制度擔當；2014年1月6日離任） | 參議院行政監視委員會                 | 參議院議員                      |
| 2         | 柴山昌彥   | 2015年10月7日－2017年8月3日  | 自由民主黨情報調査局長、自由民主黨財務金融部會長                       | 自由民主黨筆頭副幹事長、總裁特別補佐 | 眾議院議員                      |
| 3         | 薗浦健太郎 | 2017年8月3日－2019年9月11日  | 外務副大臣                                                             | 自由民主党總裁外交特別補佐           | 眾議院議員                      |
| 4         | 木原稔     | 2019年9月11日－2021年10月4日 | 自由民主黨國會對策委員會副委員長                                       |                                      | 眾議院議員                      |
| 5         | 木原誠二   | 2021年10月4日－2021年12月3日 | 眾議院內閣委員會委員長                                                 | 內閣官房副長官                       | 眾議院議員、 內閣官房副長官兼任 |
| 6         | 寺田稔     | 2021年12月3日－2022年8月10日 |                                                                        | 總務大臣                             | 眾議院議員                      |
| 7         | 岸信夫     | 2022年8月10日－2023年2月3日  | 防衛大臣                                                               |                                      | 眾議院議員                      |
| 8（再任） | 木原誠二   | 2023年2月3日－2023年9月13日  | 內閣官房副長官                                                         |                                      | 眾議院議員、 內閣官房副長官兼任 |
| 9         | 石原宏高   | 2023年9月13日－2024年10月1日 |                                                                        |                                      | 眾議院議員                      |
| 10        | 長島昭久   | 2024年10月1日－現任          | 自由民主黨政務調查會副會長                                             |                                      | 眾議院議員                      |

## 設立過程

### 第1次安倍內閣嘗試創立
2006年，第1次安倍內閣提議創立國家安全保障會議（日本版NSC）以替代既有的安全保障會議た。
做為起點，時任內閣總理大臣安倍晉三召開國家安全保障官邸機能強化會議。會議成員包括議長代理小池百合子（內閣總理大臣補佐官（安全保障擔當））、議員鹽崎恭久（內閣官房長官）、岡崎久彥（前駐泰國大使）、小川和久、森本敏（拓殖大學教授）、柳井俊二（前駐美大使）、北岡伸一（東京大學教授）、佐佐淳行（前內閣安全保障室長）、佐藤謙（前防衛事務次官）、鹽川正十郎（前官房長官）、先崎一（前統合幕僚長）。
會議從2007年2月開始，每兩周舉行一次。安倍內閣在第166回國會向日本眾議院提案安全保障會議設置法等修改案（安保會議設置法修正案）。此修正案包括將「安全保障會議」改名為「國家安全保障會議」、將審議事項擴大為國家安全相關事項，允許安排專門會議，會議設立事務局等。

### 福田康夫內閣放棄設立
但在166回國會召開後兩周，安倍晉三因潰瘍性結腸炎辭去總理大臣。繼任總理是國家觀點相異的福田康夫，加上民主黨等在野黨取得參議院過半数，法案前景不甚樂觀。2007年12月24日，福田康夫內閣以「現有的安全保障會議具有足夠機能」為理由，放棄設立國家安全保障會議。
另一方面，自由民主黨的防衛省改革小委員會（濱田靖一委員長）仍持續提出國家安全保障會議（日本版NSC）的設立，並加入自民黨的防衛大綱提案之中。

### 民主黨政權
第45屆日本眾議院議員總選舉，自民黨大敗。2009年9月民主黨上台。民主黨在2010年11月24日由黨的外交防衛調査會提議設立國家安全保障室（NSO），之後外交防衛調査會也提出成立國家安全保障會議（日本版NSC），但並沒有具體行動。

### 第2次安倍內閣創立
2012年第46屆日本眾議院議員總選舉，自民黨承諾「為強化官邸的司令塔機能，設置『國家安全保障會議』。」。本次選舉自民黨大勝。第2次安倍內閣上任後的2013年1月發生因阿邁納斯人質事件，由於難以取得阿爾及利亞軍隊的作戰情報與國人的安全狀況，日本版NSC的設置再次受到注目。之後，2013年2月14日啟動國家安全保障會議創設專家會議，15日舉行第一次會議。
2013年6月7日，安倍內閣決議提出國家安全保障會議創設相關法案（安全保障會議設置法等部分修正案）。
同年秋季的第185回國會，安倍內閣提出法案，獲得自民黨、公明黨、民主黨、眾人之黨、日本維新會支持，並在同年11月27日獲得參議院通過。同年12月4日，修正安全保障會議設置法（法律標題也變更為「國家安全保障會議設置法」），安全保障會議改組為國家安全保障會議，翌年2014年1月7日成立國家安全保障局。

## 國防會議與安全保障會議

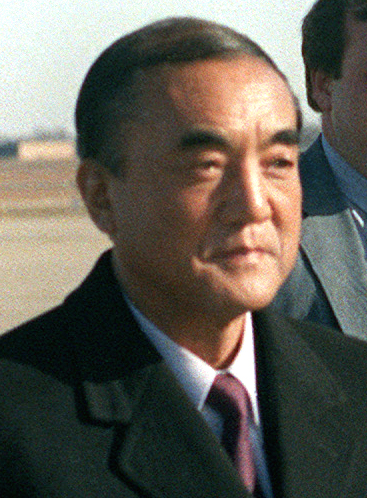
首任安全保障會議議長 中曾根康弘

### 歷史
- 1954年（昭和29年）7月1日：規定內閣設置國防會議的防衛廳設置法（日语：防衛庁設置法）生效。但其第43條規定「國防會議組成與其他相關必要事項由其他法律訂定。」，無法立即成立。
- 1956年（昭和31年）7月2日：實施「國防會議組成法」，內閣設置國防會議。同時總理府設置國防會議事務局。
- 1957年（昭和32年）8月1日：依內閣法等修正案（昭和32年法律第158號），國防會議事務局成為國防會議直屬事務局。
- 1986年（昭和61年）7月1日：廢止國防會議，依安全保障會議設置法設置安全保障會議。
- 2007年（平成19年）：提出將安全保障會議重組為國家安全保障會議的安全保障會議設置法修正案，翌年廢止。

### 安全保障會議成員
成員與國家安全保障會議的九大臣會議相同。
- 議長：內閣總理大臣

※必要時，議長可要求其他國務大臣針對特定議案出席會議。另外，統合幕僚長等自衛隊相關人士関係者也可出席會議表達意見。但由於屬於列席者，無法參與表決。
- 議員：內閣法第九條規定之第一順位指定大臣（副總理）、總務大臣、外務大臣、財務大臣、經濟產業大臣、國土交通大臣、防衛大臣、內閣官房長官、國家公安委員會委員長
- 幹事：為議長、議員的協助者。由內閣任命相關行政機關職員擔任，非正職，人數在10人以內。

### 安全保障會議的事態對處專門委員會
- 委員長：內閣官房長官
- 委員：由內閣總理大臣任命內閣官房與相關行政機關職員出任

2003年安全保障會議設置法修正時的委員有內閣官房副長官（政務、事務）、內閣危機管理監、內閣官房副長官補、內閣情報官、總務審議官、消防廳長官、法務省入國管理局長、外務省外交政策局長、財務官、財務省關稅局長、經濟產業省貿易經濟協力局長、資源能源廳長官、國土交通審議官、海上保安廳長官、警察廳次長、防衛省防衛政策局長、統合幕僚長

### 安全保障會議的事務局
安全保障會議的事務由內閣官房（安全保障擔當內閣官房副長官補）處理。

### 引用
1. 1 2 3 4 5 6 7 8   (PDF). 内閣官房 国家安全保障会議設置準備室.   [2013-12-24]. （原始内容存档 (PDF)于2014-07-13）.
2. ↑  .   [2018-02-24]. （原始内容存档于2018-01-14）.
3. ↑  .   [2018年2月24日]. （原始内容存档于2018年9月16日）.
4. ↑  . 毎日新聞. 2014-01-07  [2014-01-07]. （原始内容存档于2014-01-07）.
5. ↑  首相 国家安全保障局の意義を強調 （页面存档备份，存于） NHKニュース 2013年1月7日
6. ↑  . 産経新聞. 2013-11-09  [2013-11-14]. （原始内容存档于2013-11-12）.
7. ↑  . 産経新聞. 2014-06-14  [2014-06-14]. （原始内容存档于2014-06-14）.
8. ↑  . 産経ニュース. 2015-10-22  [2017-04-22]. （原始内容存档于2015-10-22）.
9. ↑  . 朝日新聞デジタル. 2017-04-22  [2017-04-22]. （原始内容存档于2017-04-22）.
10. ↑  「NSC 67人の実働部隊」日本経済新聞2014年1月26日4面
11. ↑  .   [2018-02-24]. （原始内容存档于2015-05-08）.
12. ↑  .   [2015-01-23]. （原始内容存档于2009-03-26）.
13. ↑   (PDF). 自由民主党.   [2013-01-26]. （原始内容 (PDF)存档于2015-04-22）.
14. ↑  . 日本経済新聞. 2013-01-23  [2013-01-26]. （原始内容存档于2015-01-23）.
15. ↑  . 読売新聞. 2013-01-23  [2013-01-26]. （原始内容存档于2013-01-27）.
16. ↑  . 産経新聞. 2013-06-07  [2013-06-07]. （原始内容存档于2013-06-07）.
17. ↑  日本版NSC、来週発足…設置法が成立 （页面存档备份，存于） 読売新聞 2013年11月27日閲覧
18. ↑  . 日本経済新聞. 2013-12-04  [2013-12-24]. （原始内容存档于2013-12-24）.

## 外部連結
- 首相官邸>會議等一覧>國家安全保障會議（页面存档备份，存于）
- 安全保障會議設置法 總務省法令資料庫
- 國家安全保障局 內閣官房官方網站（页面存档备份，存于）